# Mouvement de libération des femmes
O Mouvement de libération des femmes (em português: movimento de libertação das mulheres), ou MLF, é um movimento feminista autônomo francês que defende a autonomia corporal das mulheres e denuncia o patriarcalismo da sociedade. Fundado em 1970 no contexto do Maio de 1968 e do women's liberation movement americano, o MLF desafia as formas tradicionais de militância: opera por meio de assembleias gerais, pequenos grupos descentralizados e tem um repertório de ações extraparlamentares, como a organização de eventos, a criação e assinatura de abaixo-assinados, a realização de reuniões públicas, etc.

## História

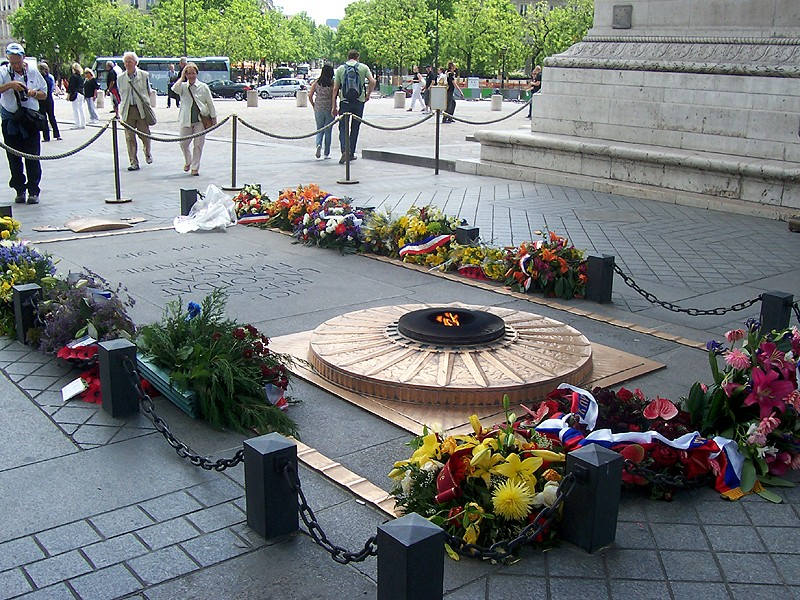
O Túmulo do Soldado Desconhecido.

Em 26 de agosto de 1970, uma dúzia de ativistas anônimas depositaram uma coroa de flores sob o Arco do Triunfo em homenagem à esposa do Soldado Desconhecido. Esta ação foi liderada por nove mulheres, incluindo Cathy Bernheim, Christine Delphy, Monique Wittig, Christiane Rochefort e Namascar Shaktini, e suas faixas exibiam esta frase: “há alguém mais desconhecido que o soldado desconhecido: a sua mulher”. Elas foram imediatamente presas pela polícia, mas no dia seguinte a imprensa anunciou "o nascimento do MLF".
Em suas origens, o MLF não era um movimento nem um partido político: nenhum líder era tolerado. O movimento era composto por coletivos e pequenos grupos. As militantes feministas buscavam lutar em todas as frentes, partindo do princípio de que o pessoal é político. Elas rejeitavam os ideais de beleza impostos pelo patriarcado, reivindicavam creches e pediam que seus parceiros dividissem as tarefas domésticas, além de denunciarem agressões sexuais e lutarem pelo aborto.
Uma das primeiras ações do movimento foi apoiar a rebelião no centro de adolescentes grávidas de Plessis-Robinson, que tinham entre 13 e 17 anos. No final de 1971, os moradores iniciaram, com a ajuda do MLF, uma greve de fome. Alertada pelo MLF, Simone de Beauvoir foi ao seu encontro, acompanhada de jornalistas.

## Correntes
O MLF passou a ser conhecido por três correntes principais: Féministes révolutionnaires, Psychanalyse et politique e Lutte de classes.

### Psychanalyse et politique
Psychanalyse et politique, ou Psych et po, foi um grupo de pesquisa do MLF fundado por Antoinette Fouque. O grupo está na origem da editora Éditions des Femmes, da revista Des femmes en mouvements, do jornal Le Quotidien des femmes, e de livrarias em Paris, Marselha e Lyon. Além de Fouque, membros notáveis incluíam Hélène Cixous e Luce Irigaray.
Abertamente antifeminista, o Psych et po esteve envolvido em várias controvérsias com outros grupos da MLF, como o registo de propriedade do nome mouvement de libération des femmes em 1979.

## Questions féministes
Questions féministes foi um periódico feminista publicado de 1977 a 1980. O conselho editorial incluía Simone de Beauvoir, Christine Delphy, Colette Capitan, Colette Guillaumin, Emmanuèle de Lesseps, Nicole-Claude Mathieu, Monique Plaza, e mais tarde Monique Wittig.